# بيبركا
بيبركا (Бібрка) هي مدينة في مقاطعة لفيفسكا في أوكرانيا.
مدينة في غرب أوكرانيا وكانت البلدة حكمت في نقاط مختلفة من المملكة وبولندا، والبولندية اللتوانية الكومنولث، والامبراطورية النمساوية والامبراطورية النمساوية الهنغارية، والمملكة من غاليسيا لودوميريا، ومملكة المجر، والامبراطورية الروسية والاتحاد السوفياتي، وهي الآن جزء من لفيف أوبلاست في أوكرانيا،
يبلغ عدد سكانها حوالي 3980 نسمة.
spg10

## معرض صور

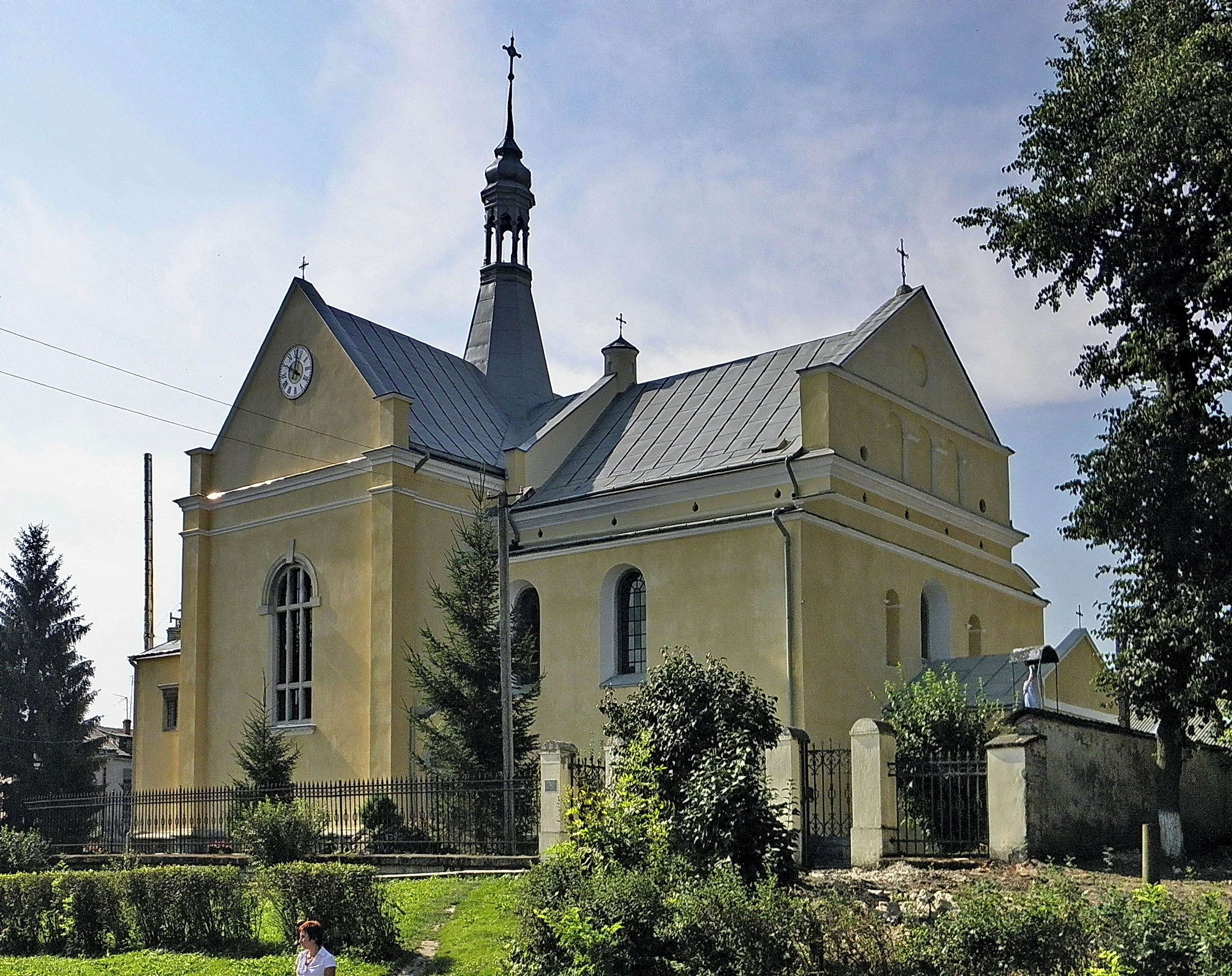
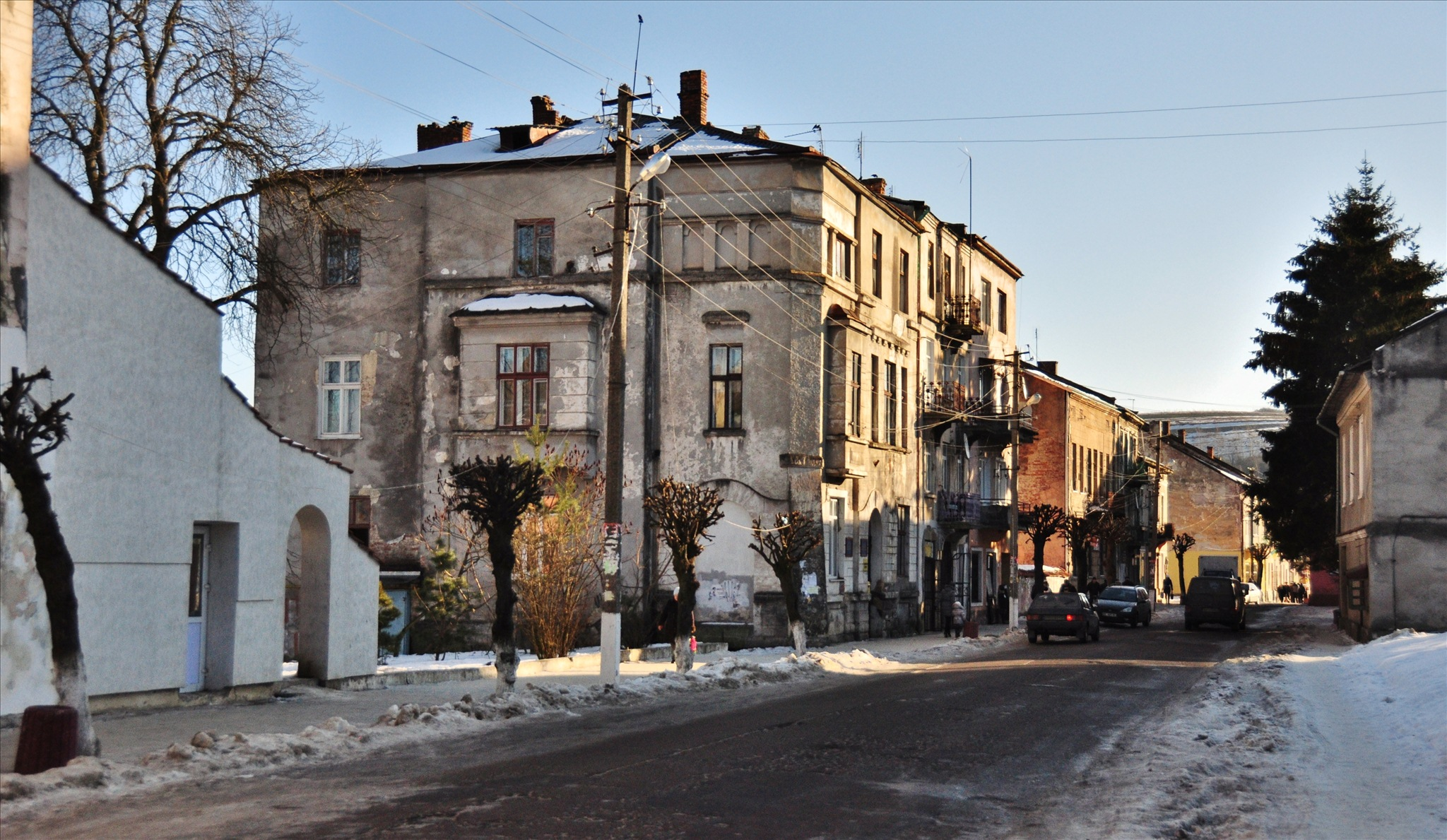
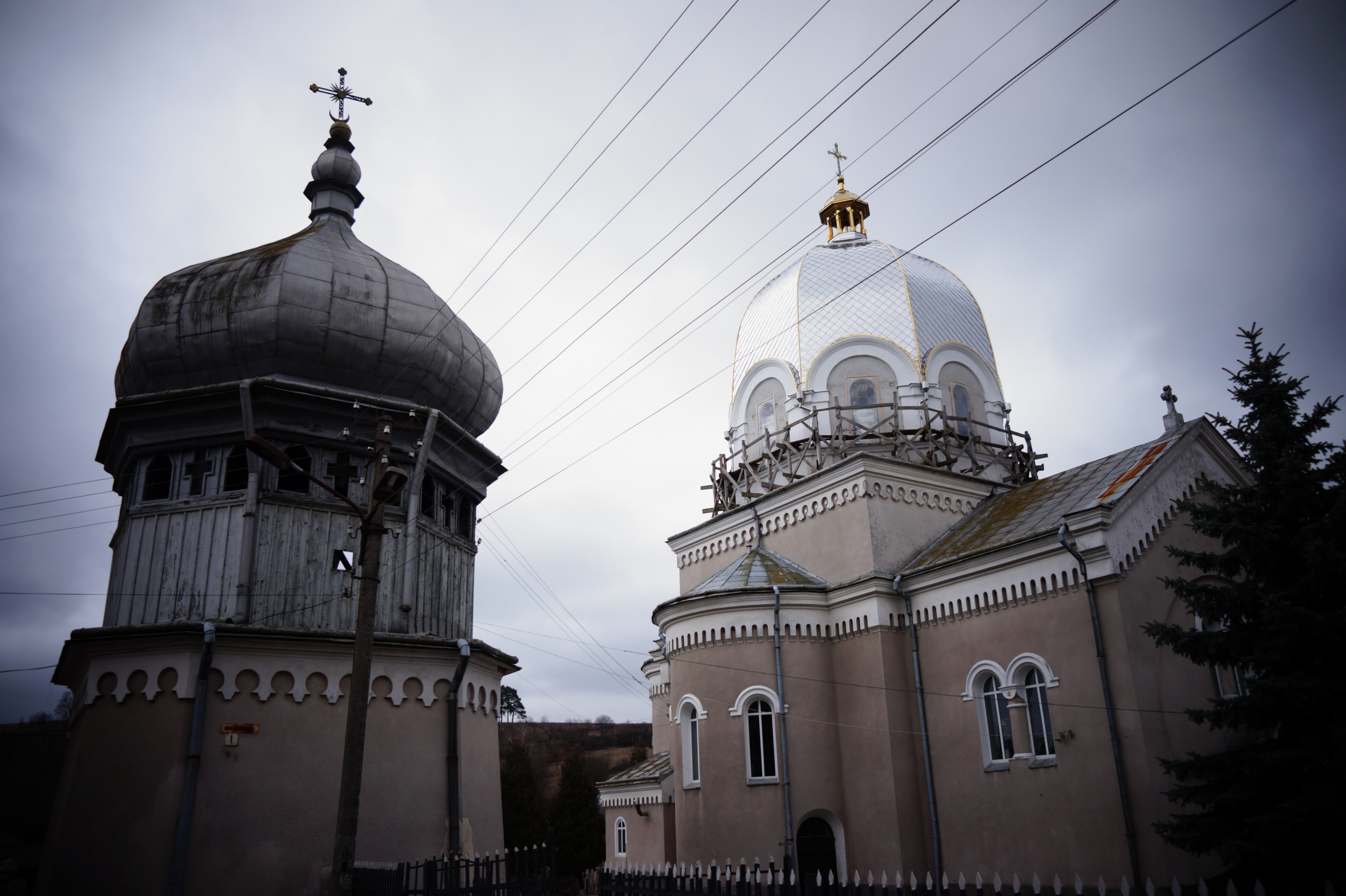
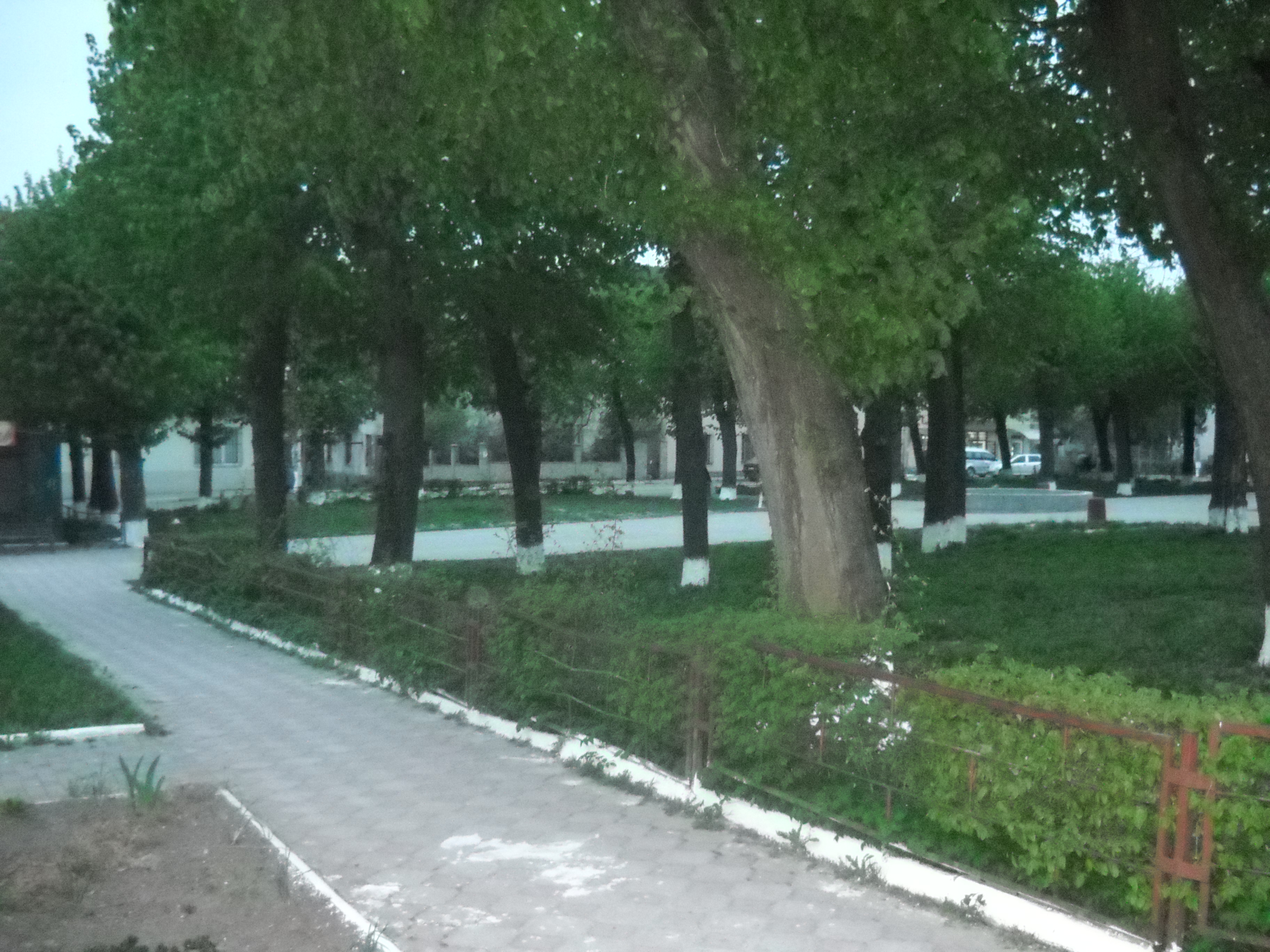